# Säkkijärven polkka
Säkkijärven polkka patří mezi jedny z nejznámějších finských lidových písní. Jde o velmi oblíbenou píseň finských harmonikářů. Tato píseň byla prvně nahrána na území Säkkijärvi, patřící Finsku, v oblasti Karélie. Nyní toto území patří pod Leningradskou oblast, Rusko. Po válce připadla Sovětskému svazu, roku 1944.

## Interpretace během války
Během Pokračovací války, ustupující Sověti zaminovali město Viipuri.  Finská armáda zjistila, že baterie těchto min se pomalu vybíjí. Mina se aktivuje při zachycení třínotového akordu na stejné frekvenci z vysílajícího rádia. Do Viipuri byl přivezen mobilní vysílač, který vysílal nepřetržitě po dobu tří měsíců právě píseň Säkkijärven polkka, dokud se baterie min nevybily.

## Text
Text této písně byl napsán až po 2. světové válce, aby popsal, jaká úžasná je Karélie. Finsko přišlo o východní část Karélie právě po válce.